# Donker c-smalsnuitje
Het donker c-smalsnuitje (Aethes rubigana) is een vlinder uit de familie bladrollers (Tortricidae). De wetenschappelijke naam is voor het eerst geldig gepubliceerd in 1830 door Treitschke.
De soort komt voor in Europa.